# Fly on the Wall
Fly on the Wall är ett musikalbum av den australiska hårdrocksgruppen AC/DC, utgivet 1985. Detta album var det första i bandets historia som producerades av Malcolm och Angus Young.

## Låtlista
Samtliga låt skrivna av Brian Johnson, Angus Young och Malcolm Young.
1. "Fly on the Wall" - 3:13
2. "Shake Your Foundations" - 4:10
3. "First Blood" - 3:46
4. "Danger" - 4:22
5. "Sink The Pink" - 4:15
6. "Playing With Girls" - 3:45
7. "Stand Up" - 3:53
8. "Hell Or High Water" - 4:32
9. "Back In Business" - 4:24
10. "Send For The Man" - 3:26

## Medverkande
- Brian Johnson - Sång
- Angus Young - Sologitarr, Producent
- Malcolm Young - Kompgitarr, Bakgrundssång, Producent
- Cliff Williams - Elbas, Bakgrundssång
- Simon Wright - Trummor